# André Hallet
Pour les articles homonymes, voir Hallet.
André Hallet, né le 26 mars 1890 à Liège, et mort le 18 avril 1959 à Kisenyi (Rwanda), est un peintre belge postimpressionniste, paysagiste et de scènes de genre. Il est principalement connu pour avoir représenté la réalité congolaise avant l'indépendance du Congo belge

## Biographie
André Jean Hubert Hallet, né le 26 mars 1890 à Liège, est le fils de Jean Hallet et de Marie Catherine Lejeune. Le 11 juin 1921, il épouse à Louvain Berthe Rosseels, artiste peintre qu'il a rencontré à Bruges. Il est le père de Jean-Pierre Hallet, agronome et sociologue, militant des droits de l'homme, qui a également vécu au Congo et au Rwanda et qui est un collectionneur d'art et de Christiane Devred-Hallet.
Né dans une famille qui le destinait à l'industrie, André Hallet ne reçoit qu'à 24 ans la permission de suivre une formation à l'Académie des beaux-arts de Liège de 1914 à 1918 auprès d'Adrien De Witte de Richard Heintz.
Il peint au cours de ses voyages des paysages du sud de la France en décembre 1918, de Naples, de Capri et de Sicile et en Angleterre. Les œuvres de cette époque sont connues comme étant sa période européenne.
Le 18 mai 1934, il s'embarque pour Matadi au Congo belge, missionné par le gouvernement belge. Parcourant de long en large le Congo, il plante son chevalet dans le Bas Congo, la province de l'Équateur, la province orientale, jusqu'au Ruwenzori, en passant par les deux Uele, aux rives congolaise et ruandaise du Kivu et au Katanga dont il saisit par des tons vifs et colorés la réalité. Il se forge une relation avec Mwami Mutara III Rudahigwa, (roi tutsi du Rwanda) et peint une série de portraits de la famille du roi et de sa cour. De ce séjour au Congo, il rapporte 120 toiles qu'il expose à Bruxelles en janvier 1936. Il a également exposé à Londres, Paris et New York.
En 1936, il part une seconde fois pendant quelques mois pour le Congo belge en vue de compléter ses explorations africaines. Il lui a en effet été demandé de participer à l'exposition universelle de 1937 à Paris et à l'exposition internationale de la technique de l'eau de 1939 à Liège.
En 1947, André Hallet s'installe à Kisenyi (actuellement orthographié Gisenyi), sur la rive orientale du lac Kivu avec son épouse. Il s'agit encore pour lui d'une période de production picturale féconde au contact des paysages et de la lumière africaine rayonnante.
Le 18 avril 1959, il décède à Kisenyi (Rwanda) et ses funérailles sont célébrées le 29 avril 1959 à l'église Saint-Henri de Woluwe-Saint-Lambert.

## Style artistique
Ses peintures pleines de tons vifs et vigoureux de style postimpressionniste voire fauviste ont principalement représenté des paysages et scènes de genre. S'en détachent les nombreuses toiles représentant la réalité luxuriante du Congo belge.

## Legs et collections dans les musées
Sa collection fut donnée par la Fondation André Hallet à des causes charitables, comme à Médecins sans frontières, à une autre qui vient en aide aux orphelins du Cambodge en 1992, à l'Association des Anciens du Congo (AFAC) qui a un souci philanthropique pour les plus anciennes civilisations vivant encore au Congo, ainsi qu'à la Fondation internationale Jacques Brel qui soutient la recherche sur le cancer.
Ses peintures sont conservées dans de nombreux musées, notamment :  
en Belgique
- Musées royaux des Beaux-Arts de Belgique à Bruxelles
- Musée royal de l'Afrique centrale à Tervuren
- Musée de l’Art wallon à Liège
- Famenne & Art Museum
- Musée des beaux-arts de Tournai
- Musée M à Louvain
- L'État belge et la Communauté française de Belgique possèdent également des toiles du peintre dans leurs collections

en France
- Musée du Luxembourg à Paris
- Musée des beaux-arts de Marseille

ailleurs
- Musée national de Belgrade (Serbie)
- Musée Vytautas le Grand à Kaunas (Lituanie)

## Hommages et distinctions
D'importantes manifestations d'hommage par exposition de toiles ou projection de diapositives ont eu lieu à Bruxelles (avril 1961), Anvers (15 juin 1961), Liège mai-juin 1962) et Tervuren (septembre 1962).Une exposition Hommage à André Hallet s'est tenue au Centre d'Art du Rouge-cloître près de Bruxelles en 1992.
Les distinctions suivantes lui ont été décernées :
- Officier de l'ordre royal du Lion (Congo belge) ;
- Chevalier de l'ordre de Léopold (Belgique) ;
- Chevalier de l'ordre de la Couronne (Belgique) ;
- Chevalier de l'Ordre du grand-duc Ferdinand de Lituanie ;
- Palmes de l'Instruction publique (France).